# Ivan Pedro de Martins
Ivan Pedro de Martins (Abadia do Pitangui, 10 de junho de 1914 – Porto Alegre, 2003)  é um escritor mineiro que se radicou no Rio Grande do Sul, reconhecido na literatura gaúcha pela publicação de três obras que configuram a sua “Trilogia da campanha”.
Nascido em Minas Gerais, o autor cresceu no estado vizinho, Espírito Santo. O seu pai era baiano, a mãe, suíça. O menino amadureceu lendo os contos de Perrault em língua francesa, depois leu Julio Verne, passando por Racine, Voltaire, Rousseau, entre outros. Durante a adolescência, residiu no Rio de Janeiro e, mais tarde, passou a morar em São Gabriel, no interior do Rio Grande do Sul, na propriedade rural do seu sogro, espaço em que pode entrar em contato com a realidade campeira. O autor chegara à região da campanha em face do fracasso do levante comunista de 1935, procurava, pois, refúgio ante a repressão.
Frequentou a Faculdade Nacional de Direito no Rio de Janeiro, participou do Primeiro Congresso Brasileiro da Juventude Estudantil Proletária em 1934, integrou vários movimentos a partir de estudos de base marxista. Foi fundador da Academia de Letras no Curso de Direito e da revista “Juventude” que se seguiu ao congresso de 1934.
Viveu fora do Brasil em mais de uma oportunidade, fixou residência no país em 1943, publicou Fronteira Agreste (1944), livro que causou grande polêmica à época; Caminhos do Sul (1945); Do Campo e da Cidade (1946), livro de contos; Sobre a Renda Nacional (1954), para o Ministério da Educação e Cultura; Introdução à Economia Brasileira (1961); O amanhã é Hoje (1970), entre outros.
Fronteira Agreste, Caminhos do Sul e Casas acolheradas (s/d), conformam a chamada “Trilogia da campanha”. Antonio Hohlfeldt ainda menciona vários textos não publicados, outros inacabados deixados pelo autor.
Ivan Pedro de Martins é autor da peça de teatro Tropeiros, apresentada no Teatro Duse, sob a direção de Carlos Murtinho, na década de 1960. Além disso, o autor atuou como crítico literário, com crônicas dispersas no antigo Diário de Notícias do Rio de Janeiro.
Trabalhou como tradutor, registrando-se, entre seus trabalhos, traduções de Marshal Mcluhan como O meio é a mensagem (1969); Guerra e Paz na Aldeia Global (1971) e Do Clichê ao Arquétipo (1973), todos pela Editora Record.
O projeto literário do autor, configurado na chamada “Trilogia da campanha”, está expresso em textos coletivistas, de tal forma que Fronteira Agreste, por exemplo, não enfoca indivíduos ou grupos de indivíduos, mas a estância propriamente dita e tudo que diz respeito a ela. Caminhos do Sul aborda os corredores, que unem diferentes estâncias e ostentam aparente democracia, espaço para todos, mas que se restringem à morada dos homens e das mulheres expulsos das grandes propriedades. Casas acolheradas abre espaço para a incipiente vida urbana das cidades que emergem na região da campanha do Rio Grande do Sul. As comunidades – estâncias, corredores e cidades – animizam-se na prosa de Ivan Pedro de Martins, configurando-se personagens reais de um Rio Grande do Sul que principia sair do modo agrário para a industrialização e que, com isso, vivencia o êxodo rural. Sob certo aspecto, a prosa romanesca da “Trilogia da campanha” dialoga com a narrativa naturalista de romances como O Cortiço, de Aluísio de Azevedo.
Trata-se de romances que seguem a mesma linha temática de denúncia da miséria e degradação do universo campeiro que se encontra nas obras, por exemplo, de Aureliano de Figueiredo Pinto, Cyro Martins, Pedro Wayne, filiando-se ao romance de 30 ou Neorealismo, que caracteriza a segunda fase do Modernismo no Brasil em obras de Graciliano Ramos, José Lins do Rego, Jorge Amado, entre outros.
Aline Woloski estabelece mais que um elo temático entre Ivan Pedro Martins e Jorge Amado, ela recupera as cartas trocadas entre os dois prosadores entre 1941 e 1942, enquanto o escritor baiano esteve exilado na Argentina e no Uruguai. Ambos haviam pertencido a Aliança Libertadora Nacional (ANL) que se opusera ao governo de Getulio Vargas. As cartas, num tempo em que Martins vivia em São Gabriel/RS, serviam para manter atualizadas as notícias sobre o Brasil, colocar em dia informações sobre a produção literária de ambos e estabelecer correspondência com a família de Jorge Amado, sem o olhar repressivo da censura.

## Principais obras
Fronteira agreste  tem como palco a estância de Santa Eulália, situada num triângulo geográfico entre os municípios de Santa Maria, São Gabriel e Bagé, para a qual dirige o seu foco principal – como unidade produtora e econômica -, ainda que enfoque a família do Coronel Tavares, o proprietário, os peões, os agregados, o vilarejo e a cidade próxima.
A narrativa é composta por seis grandes blocos, iniciando-se as ações em maio de 1939 e concluindo-se em maio de 1943, abarcando parte dos anos da Segunda Guerra Mundial. Na prática, evidencia-se o surgimento, a evolução e as características das propriedades latifundiárias na campanha sulina, na área fronteiriça com os países platinos.
O livro chegou a ser apreendido, sob acusação de ferir a dignidade moral do povo gaúcho, ofendendo os limites da decência, conforme registrava o jornal Diário de Notícias de Porto Alegre, em 18 de janeiro de 1944. O autor, por sua vez, teve a sua correspondência com Henrique Bertaso, da Editora Globo, interceptada pela polícia, enquanto Ivan Pedro de Martins encontrava-se em Montevidéu  O episódio é narrado por José Otávio Bertaso: “Na primeira leitura ávida que fiz (...), a cena ‘imoral’ descrevia o encontro, na hora da sesta, de um jovem peão e de uma linda chinoca (não me lembro o nome dos dois). A jovem era deflorada, com as consequentes manchas de sangue no lençol que me deixaram efetivamente muito impressionado.” 
Caminhos do Sul, obra publicada dois anos depois, encontra-se estruturado em 36 capítulos, abarca duas décadas, entre 1905 e 1926, correspondendo ao período conhecido como República Velha e, praticamente, à época de total domínio do PRR – Partido Republicano Riograndense. Na versão original, a narrativa situava-se em dois blocos: o corredor e a cidade, posteriormente, passou a enfocar apenas o espaço dos corredores, dividido em dois segmentos: “Fronteira não tem arame” e “Sangue no pó da estrada”. Evidenciam-se o comércio, o contrabando, aparecem amores e desamores, os ideais revolucionários. A obra “antecipa” a história de Osório, futuro capataz da estância Santa Eulália, que já aparecera em "Fronteira Agreste. Um dos destaques da obra diz respeito às carreiras de cancha reta, um dos raros entretenimentos entre os miseráveis da campanha. Sob direção de Fernando de Barros, o romance foi roteirizado e com Maria Della Costa, Orlando Villar e Tonia Carrero, tornou-se o filme “Caminho do Sul”.
Casas acolheradas acha-se dividida em dois blocos e a ação narrativa desenvolve-se em duas cidades, como se abarcasse duas facetas de uma mesma realidade: a urbanização, que se processava no Rio Grande do Sul. De um lado, os dramas cotidianos: fazendeiros que disputam o amor de suas amantes, amores impossíveis, o anonimato, as traições. Por vezes, a narração dá espaço ao texto panfletário; a descrição sobrepõe-se à narração.
O que chama a atenção é a reiterada intervenção de personagens entre as diferentes narrativas, como se existisse um movimento deles entre elas. Assim, a dissolução da família de Zé Macaco, por exemplo, que se inicia em Caminhos do Sul é concluída em Casas Acolheradas, quando também reaparecem personagens de Fronteira Agreste como seu Joaquim ou tio Virgílio.